# البلسة (ردمان)

تعديل مصدري - تعديل

البلسة هي إحدى قرى عزلة ردمان ال عوض بمديرية ردمان التابعة لمحافظة البيضاء، بلغ تعداد سكانها 188 نسمة حسب تعداد اليمن لعام 2004.